# Néel d'Ely
Pour les articles homonymes, voir Néel et Nigel.
Néel ou Nigel est un prélat anglo-normand né vers 1100 et mort le 30 mai 1169. Il est trésorier du royaume puis évêque d'Ely de 1133 à sa mort.

## Biographie
Neveu de l'évêque Roger de Salisbury, Néel étudie en France avant de devenir chapelain à la cour du roi anglais Henri Ier. Il assume la charge de trésorier du royaume à partir du milieu des années 1120 et jusqu'à son élection au siège épiscopal d'Ely, en 1133. Il entre rapidement en conflit avec les moines de la cathédrale, qui l'accusent de détourner leurs revenus à son seul bénéfice.
Henri meurt en 1135. Son successeur Étienne de Blois soupçonne Néel et sa famille de soutenir sa rivale Mathilde l'Emperesse et tente de procéder à son arrestation. Au début de l'année 1140, Néel prend ouvertement le parti de Mathilde et mène une rébellion depuis sa base d'Ely, au cœur des Fens. Il finit par se réconcilier avec Étienne vers 1142, mais reste confiné à des postes administratifs subalternes jusqu'à la mort du roi, en 1154.
Néel retrouve sa position de trésorier avec l'avènement d'Henri II, le fils de Mathilde. Il se retire des affaires publiques à la suite d'une crise de paralysie qui le frappe en 1164 ou 1166 et meurt quelques années plus tard. Il laisse l'image d'un administrateur talentueux, mais d'un évêque contesté. Son fils Richard fitzNeal devient à son tour trésorier, puis évêque de Londres.